# きらクラ!
『きらクラ!』は、NHK-FM放送で2012年4月8日から2020年3月29日まで放送されていたクラシック音楽のラジオ番組である。

## 概要
タレントとクラシック演奏家とのトークを交じえながらクラシック音楽を紹介する番組。
これは2012年3月に放送終了となった「気ままにクラシック（通称:きまクラ）」から引き継いだスタイルになっている。
番組内の選曲は「こだまっち」と呼ばれる番組スタッフ（2016年現在）。
年に1回ほど、NHKみんなの広場ふれあいホールやNHK放送センター・509スタジオ等で2・3人ほどのゲストを招いて公開収録を行っている。
2016年8月14日に放送200回目を達成した。
2020年3月29日で番組が終了。8年の放送に幕を閉じた。後継番組は『×（かける）クラシック』

### 番組内企画
「BGM選手権スペシャル」
- 毎年1月放送初めに「BGM選手権スペシャル」と称し、「BGM選手権」のコーナー中心に毎回３つか２つのお題作品それぞれに厳選された４・５曲の中から「ベストオブBGM」を決める。また、昨年の放送の「BGM選手権」の「ベストオブBGM」をダイジェストで紹介が行われる。
- お題は12月最後の放送にて発表される。

「ご自愛ステッカー」
- 2014年6月8日の放送回の番組内発表で「ご自愛ステッカー」と言われる番組オリジナルグッズに加えられるようになった。投稿者からのメールや葉書の締めに「ご自愛ください」の一文が書かれていることが多いことに着目したふかわの指摘によって番組内で流行となり、各コーナーの採用やグットなお便りにはこのステッカーが送付される。

「○○祭り」
- 作曲家あるいはあるテーマを中心にクラシック音楽を紹介する行われる不定期企画。「シベリウス祭り」「ラヴェル祭り」「そらみみ祭り」「ピアノ祭り」「舟歌祭り」など。

## 番組内コーナー
下記「勝手に名付け親」「BGM選手権」は毎週交互に行っている。（但し、前述の「○○祭り」の回では、コーナーのなかった「そらみみ祭り」を除き、BGM選手権が連続した）
きらクラDON！
「気ままにクラシック」の「気まクラDON！」のコーナーを引き継ぎ、番組当初から行っているクラシック音楽のイントロクイズ。
番組内で問題が3回流れ、翌週の番組冒頭で答え合わせをする。答え合わせのときには正解の他、「ニアピン賞」と称し似ている楽曲を紹介する。（ニアピン賞はクラシックに限らず、ポップスや映画音楽のときもある）
基本的には毎週出題されるが、翌週が公開放送などのときには出題されない。そのため、放送回数と出題数に差がある。
通常のきらクラDON!（イントロ）の他、楽曲の途中を問題にした「中トロDON」、最後の部分を問題にした「アウトロDON」、作品の最後を聞いて冒頭部分を3択から答える「あたまはド～レ」も出題される時がある。
勝手に名付け親
クラシック音楽に勝手にサブタイトルを付けるコーナー。
BGM選手権のコーナー終了後に出題され、翌週に優秀作（6作品）が発表される。さらにその中から「今週の名づけ親」が選出される。
BGM選手権
番組内で朗読された文学作品の一節にクラシックのBGMをつけるコーナー。毎年年明けの放送で「BGM選手権スペシャル」と題した「BGM選手権」を中心に行う回がある。
勝手に名づけ親のコーナー終了後に出題され、翌週に優秀作（3～4曲。多い場合は5曲紹介されることがある）が発表される。さらにその中から1曲が「ベストオブBGM」が選出される。
はじまりはクラシック（はじクラ）
クラシック音楽を原曲にした楽曲（クラシックとは別ジャンル）を紹介するコーナー。以前から番組構成により省略される回があったが、空耳クラシックが始まった頃からは不定期コーナーになっている。
ここ好きクラシック
リスナーが好むクラシック曲の、特にここが好きという一部分を紹介するコーナー。
空耳クラシック
オペラやミュージカルの曲の中から、日本語に聞こえる部分を紹介するコーナー。
メンバー紹介
有名な曲の陰に隠れて、あまり聴く機会のない作品を取り上げるコーナー。

### 不定期コーナー
カルミナ・ブラーナ選手権
リスナーがカルミナ・ブラーナより「おお、運命の女神よ」が流れるのはどういう状況かという大喜利コーナー。2014年1月のBGM選手権のおまけ企画で行われたのが始まり。
全部聴きたい。ひょっこりクラシック
テレビや映画などで一部分だけが流れるクラシック音楽を全部流すコーナー。

### 過去のコーナー
（終了時期は不詳）
- 遠藤真理のきらくにクエスチョン！ －遠藤真理が日常生活で悩んでいる事をリスナーに相談し答えてもらうコーナー。
- クラシック川柳 －クラシックにちなんだお題にリスナーの川柳を紹介するコーナー。

## 派生番組
- 「こどクラ～NO LONELINESS,NO THANK YOU～」

2017年8月20日（日曜日） 午後10時00分～ 午前1時00分に同局で放送された特別番組である。当番組内で「こどくらりょう」としてにわかに話題になっていた孤独を愛する番組が現実化した。出演者はふかわりょう、菅原敏、ヒロシ、野本由紀夫、石川直樹。
- 「こどクラ〜あの夏、聴いたクラシック〜」

2018年8月12日（日曜日）午後2時00分〜3時50分に同局で放送された、前述の「こどクラ」の続編である。出演者はふかわりょう、村治佳織、大貫妙子、菅原敏。

## 放送時間
本放送
- 毎週日曜 14:00 - 16:00（2012年4月8日-2013年3月31日）
- 毎週日曜 14:00 - 15:55（2013年4月7日 - 2017年3月）
- 毎週日曜 14:00 - 15:50（2017年4月 - 2020年3月）

再放送
- 毎週月曜 7:25 - 9:20（ - 2017年3月）
2013年4月から2015年3月の期間は、NHK大阪放送局管轄の関西2府4県のみ、原則として毎月最終日曜に『ラジオNMB48』を放送していたため、再放送枠が初回放送となっていた。2015年4月以後は上記番組終了に伴い、最終日曜も当番組の同時放送に切り替えている。
- 毎週月曜 7:25 - 9:15（2017年4月 - 2020年3月）

## テーマ曲[3]
- オープニングテーマ

「子犬のワルツ」
作曲:フレデリック・ショパン
編曲:ジェリー・ヴァン・ルーイエン、オイゲン・キケロ
- エンディングテーマ

「愛のあいさつ」
作曲:エドワード・エルガー
編曲･演奏:遠藤真理

### 過去のテーマ曲
- エンディングテーマ（2012年4月～不明）[4]

「愛のあいさつ」
作曲:エドワード・エルガー
編曲:ケンジ・バンチ
ヴァイオリン:  ローラ・フラウチ
チェロ:  クリスティーナ・レイコ・クーパー
ピアノ:  ジョン・ノヴァチェク

## 出演者
- ふかわりょう（タレント）（2012年4月8日-2020年3月29日）
- 遠藤真理（チェリスト）（2012年4月8日-2013年1月6日[5]、2013年4月6日-2015年9月13日、2015年12月6日-2020年3月29日）

### 過去の出演者
- 三浦友理枝（ピアニスト）（2015年9月20日-10月11日、11月1日、29日）[6]
- 三舩優子（ピアニスト）（2015年10月17日-2015年10月25日、11月8日-15日、29日）[6]